# Llorenç Valentí
Llorenç Valentí va néixer al segle xvi. Doctor en arts, mestre d'arts. Abad del Monestir de Santa Maria de Camprodon.
Va ser nomenat Rector de la Universitat de l'Estudi General, càrrec que va exercir entre l'1 d'agost de 1561 i el 31 de juliol de 1562. Va morir probablement a finals del segle xvi.